# ブレンダ・ヴァッカロ
ブレンダ・ヴァッカロ（Brenda Vaccaro、1939年11月18日 - ）は、アメリカ合衆国の女優。

## 出演作品
- KUBO/クボ　二本の弦の秘密　(声:カメヨ)
- 死を処方する男 ジャック・ケヴォーキアンの真実（マーゴ・ジャヌス）
- NIP/TUCK　マイアミ整形外科医 シーズン4
- SONNY ソニー（メグ）
- マンハッタン・ラプソディ
- フレンズ 1st Season
- 続・蘭の女／官能のレッドシューズ
- 新・刑事コロンボ／マリブビーチ殺人事件

- 赤死病の仮面
- アガサ・クリスティー/サファリ殺人事件
- 私のパパはマフィアの首領
- ハート・オブ・ミッドナイト
- この愛に生きて
- レゲエdeゲリラ
- スーパーガール
- スターメーカー
- ロングウェイ・ホーム
- ココ・シャネル
- ゾロ
- ガイアナ人民寺院の惨劇
- 第一の大罪
- カプリコン・1（ブルーベーカーの妻）
- エアポート'77/バミューダからの脱出（イヴ・クレイトン）
- ウィークエンド（ダイアン）
- マッコイと野郎ども／50万ドルをとり返せ
- いくたびか美しく燃え
- サンシャイン
- 暗黒街抗争実録・マフィア
- 警部マクロード／潜入捜査
- バナチェック登場／消えた10人の皇帝
- 殺しを呼ぶ情事
- 逃亡者　#9(ジョアン・スペンサー)
- くたばれ!ダーリン
- ラスベガスの夜
- 真夜中のカーボーイ（シャーリー）
- ワンス・アポン・ア・タイム・イン・ハリウッド（メアリー・アリス・シャワーズ）